# 여권정책심의위원회
여권정책심의위원회(旅券政策審議委員會)는 《여권법》에 의거한 여권 업무에 관한 사항을 심의하기 위하여 설치된 대한민국 외교부 소속의 자문위원회이다. 2007년에 설치되었다. 

## 설치 근거
- 여권법 제18조
- 여권법 시행령 제31조

## 기능
- 여권 발급 수수료 금액 산정 기준과 발급 장비 사양 선정 기준
- 개인 정보 보호 및 여권 보안 기술, 여권 발급 및 재발급 거부
- 여권의 사용 제한 등과 그 해제, 여권의 사용과 방문 체류 허가 등 심의

## 구성
위원장은 대한민국 외교부 제2차관이며, 위원은 12명으로 이중 당연직은 10명, 위촉직이 2명이다.